# Isabel Emslie Hutton

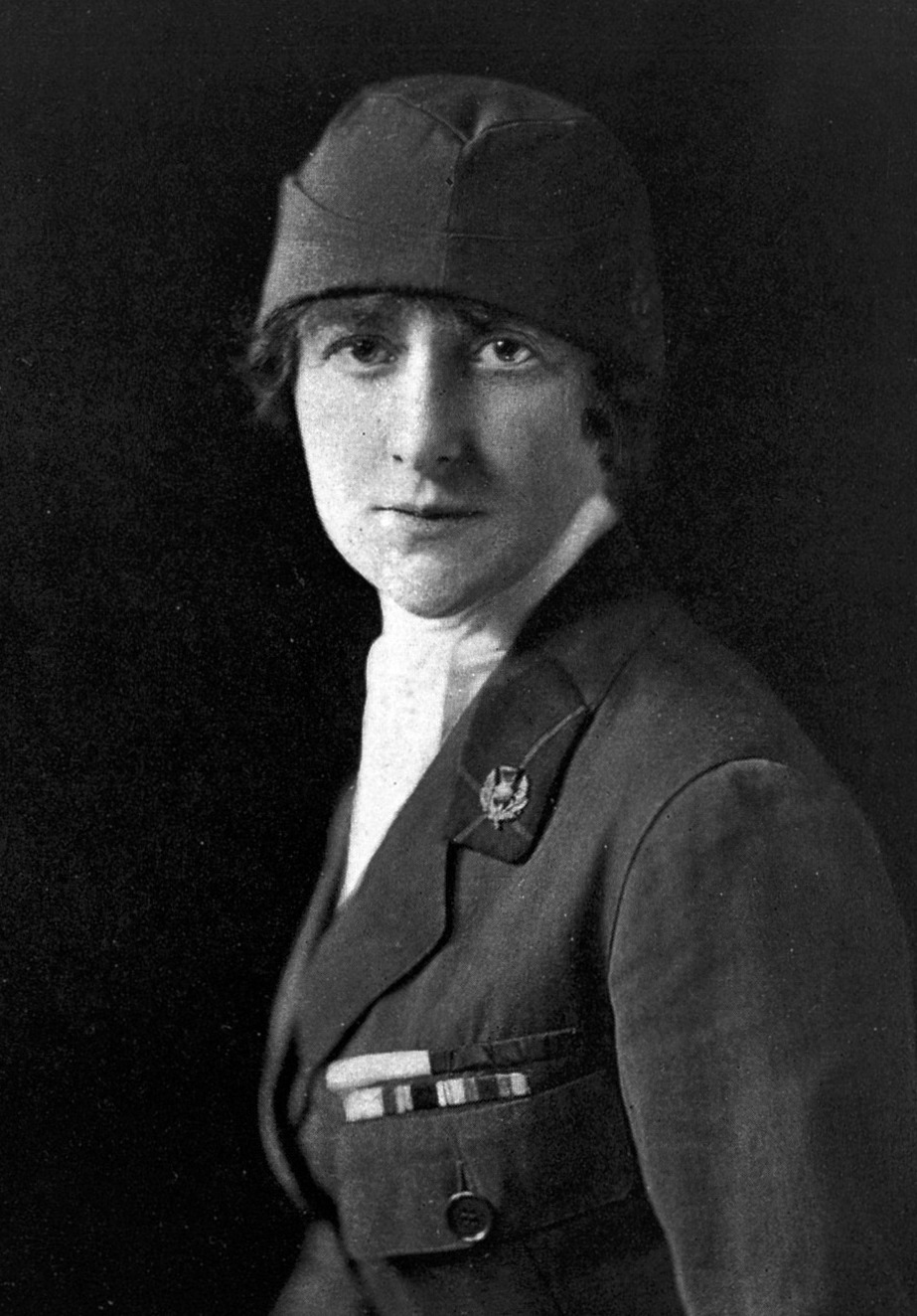
Isabel Emslie Hutton

Isabel Galloway Emslie Hutton, CBE (* 11. September 1887 in Edinburgh, Schottland; † 11. Januar 1960 in London, England) war eine schottische Ärztin und Autorin, die sich auf psychische Gesundheit und Sozialarbeit spezialisierte.

## Leben und Werk
Hutton wurde als Isabel Galloway Emslie als älteste Tochter des Anwalts James Emslie geboren. Sie wurde am Edinburgh Ladies’ College ausgebildet und schrieb sich dann an der University of Edinburgh ein, wo sie an der medizinischen Frauenschule ausgebildet wurde und ihre Krankenhausaufenthalte an der Edinburgh Royal Infirmary verbrachte. 1910 schloss sie mit einem Abschluss in Medizin ab und 1912 promovierte sie mit der Arbeit Wassermann sero-diagnosis of syphilis in 200 cases of insanity.
Während ihrer Dissertation arbeitete sie als Pathologin im Stirling District Asylum, wechselte dann an das Royal Hospital for Sick Children, bevor sie als erste Frau die Leitung der Frauenmedizin des Royal Edinburgh Hospital übernahm.

## Ärztin bei der Scottish Women’s Hospitals Organisation

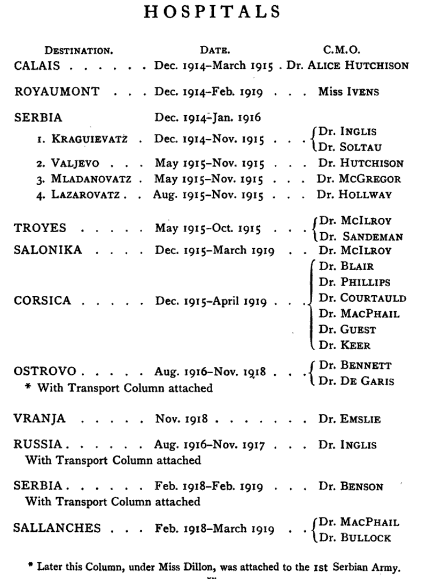
Ziele des Scottish Women’s Hospital, Einsatztermine und Chief Medical Officers

1915 trat sie als Freiwillige in die Scottish Women’s Hospitals Organisation (SWH) ein, nachdem sie vom Kriegsministerium in London abgewiesen worden war. Ihre Einheit, die Girton and Newnham Unit, arbeitete in einem Zeltkrankenhaus in Troyes, Frankreich. Die Mitglieder ihrer Einheit wurden im November 1915 nach Ghevgeli, Serbien, geschickt, wo sie einige Wochen arbeiteten, bis sie sich im Dezember 1915 nach Thessaloniki zurückzogen. Hutton war in derselben SWH-Einheit wie Olive King und war auch eine Freundin von Flora Sandes.
Im Sommer 1918 wurde Hutton zur Chefärztin einer SWH-Einheit in Ostrovo in Griechenland ernannt, welche im Oktober 1918 nach Vranje in Serbien verlegt wurde. Ihre Einheit behandelte sowohl das Militär als auch die serbische Zivilbevölkerung. Das Krankenhaus blieb bis Oktober 1919 in Vranja und Hutton half beim Aufbau lokaler Krankenhäuser, um das SWH-Krankenhaus bereits vor seiner Schließung zu ersetzen. Anschließend übernahm sie das Kommando über eine andere Einheit in Belgrad. Nachdem sie den Dienstes bei der SWH in Serbien im Juni 1920 beendet hatte, arbeitete sie kurzzeitig für Lady Muriel Pagets Child Welfare Scheme auf der Krim. Dort übernahm sie die Funktion der kommandierenden Amtsärztin in einem Krankenhaus in Sewastopol. Die Arbeit des Krankenhauses wurde jedoch durch den russischen Bürgerkrieg unterbrochen. Der Vormarsch der Bolschewiki im November 1920 zwang das Krankenhaus zur Evakuierung nach Konstantinopel, wohin Hutton mehrere verwaiste Kinder mitnahm und Hilfe für russische Flüchtlinge organisierte. Für ihre Arbeit in dieser Zeit wurde sie mit dem serbischen Orden des Weißen Adlers und dem St.-Sava-Orden, dem französischen Croix de Guerre und dem russischen Orden der Heiligen ausgezeichnet.

## Weitere ehrenamtliche Tätigkeiten
Bei ihrer Rückkehr nach Edinburgh 1920 wurde sie wieder in ihren früheren Posten am Royal Edinburgh Hospital eingesetzt. 1921 legte sie die Position nach ihrer Heirat mit dem Major Thomas Jacomb Hutton nieder, den sie in Konstantinopel getroffen hatte. Sie zog nach London, wo sie als Forscherin am Maudsley Hospital arbeitete. Sie forschte dort mit Sir Frederick Walther Mott und war ehrenamtlich als Beraterin am Maudsley Hospital und dem West End Hospital for Nervous Disease tätig. 1925 verbrachte sie in Albanien bei einer Anti-Malaria-Mission von Elizabeth, Gräfin von Carnarvon. Im Oktober 1939 lebte sie als Konsiliarärztin in Marylebone.

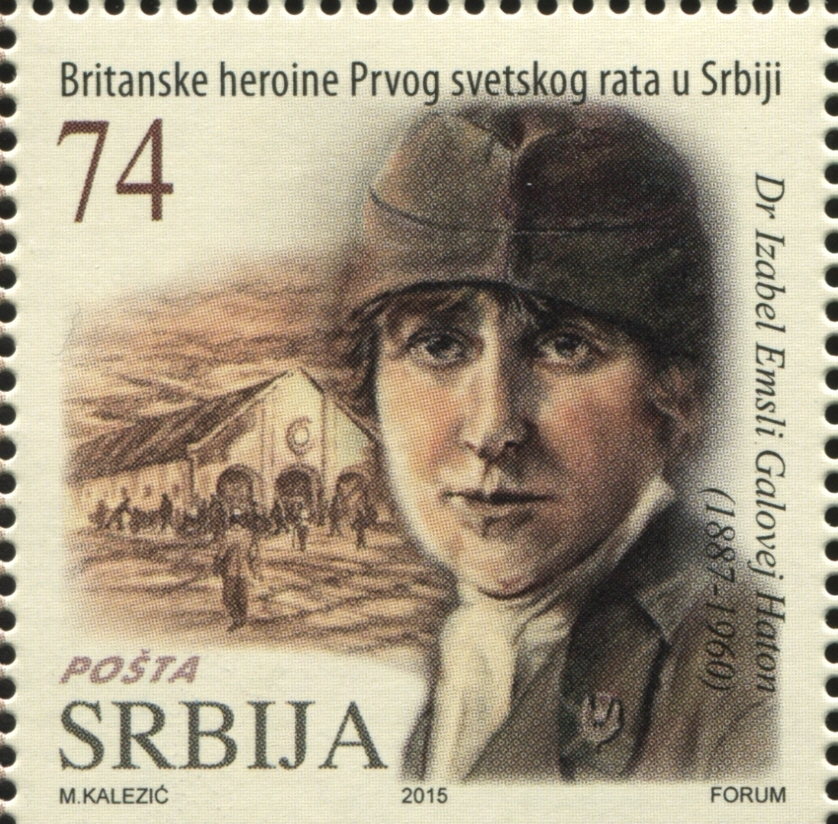
Hutton auf einer serbischen Briefmarke aus der Serie: Britische Heldinnen des Ersten Weltkriegs in Serbien. 2015

Während des Zweiten Weltkriegs war Hutton mit ihrem Ehemann in Indien stationiert. Dort leitete sie den Wohlfahrtsdienst des Indischen Roten Kreuzes und übernahm Arbeiten für das Außenministerium. 1946 kehrte sie nach England zurück und arbeitete dann als leitende Fachärztin für Psychiatrie am British Hospital ein Jahr über das normale Rentenalter hinaus und war danach emeritierte Fachärztin.

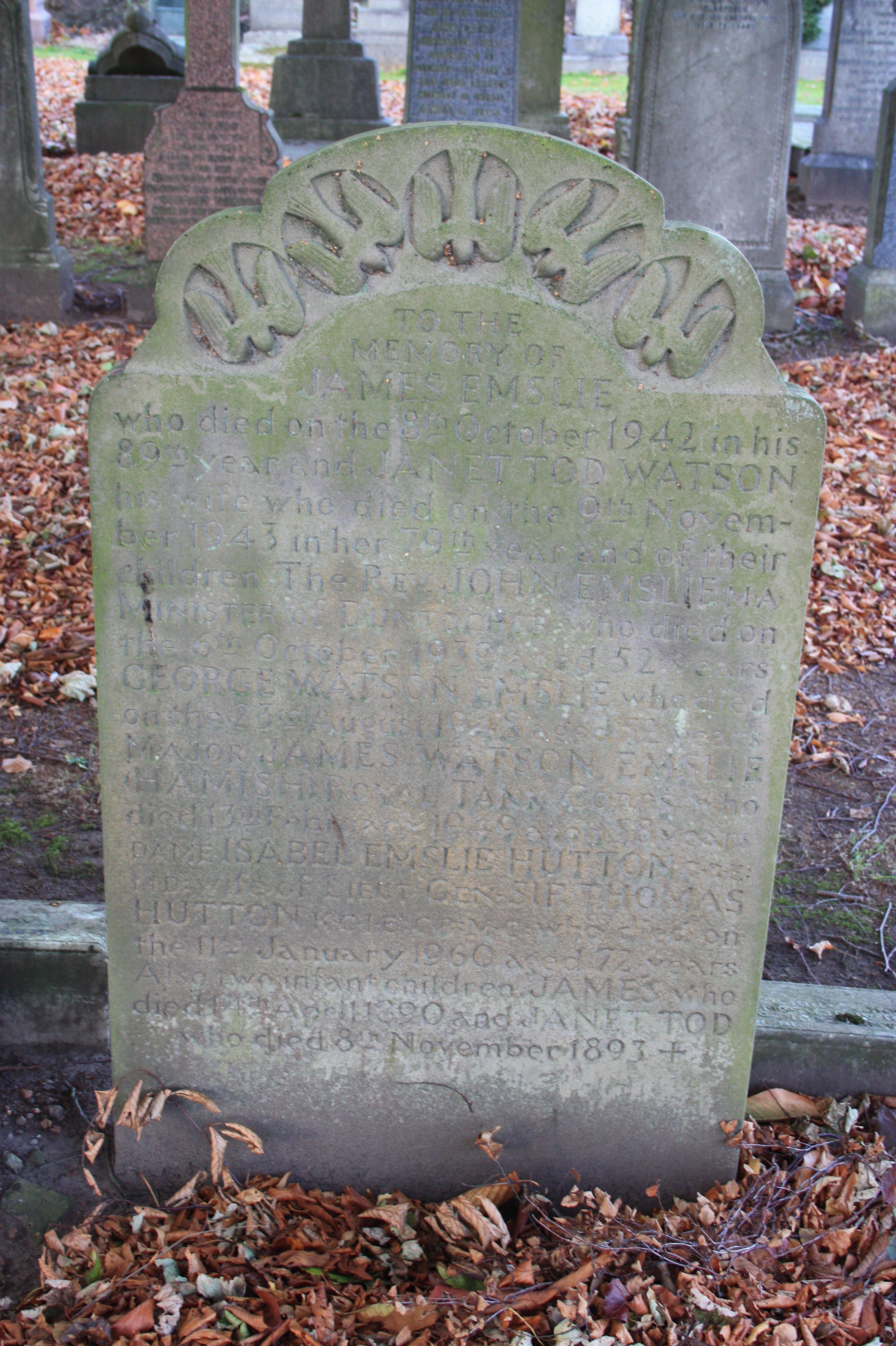
Das Grab von Isabel Emslie Hutton, Grange Cemetery

Sie starb am 11. Januar 1960 und wurde bei ihren Eltern auf dem Grange Cemetery in Edinburgh beigesetzt. Ihr Grabstein wurde von Pilkington Jackson geschaffen. Königin Marie von Jugoslawien und Vertreter anderer Nationen und Gruppen waren bei ihrer Beerdigung am 15. Januar in London in der St Columba’s Church Of Scotland anwesend.
Hutton gehörte zu den Ärztinnen, die heirateten und ihre klinische Arbeit fortsetzten. Sie kämpfte für die Überwindung der weit verbreiteten „Eheschranke“, der Entlassung oder Verweigerung der Einstellung von Frauen nach der Heirat. 1928 schrieb sie einen langen Brief an die The Times (26. März 1928) und bedauerte die allgemeine Entlassung medizinisch qualifizierter Frauen gleich nach der Heirat und die Art und Weise, wie Frauen als Kandidaten für Ehrenämter ignoriert wurden.

## Auszeichnungen und Ehrungen
- Fellow der Royal Society of Medicine
- Mitglied der Royal Medico-Psychological Association
- 2015 wurde eine serbische Briefmarke herausgegeben, um ihre Arbeit während des Krieges zu ehren.[4][5]
- Orden des Weißen Adlers (Serbien)
- St.-Sava-Orden
- Croix de Guerre
- Russischer Orden der Heiligen Anna
- 1948: Order of the British Empire, CBE
- In der Stadt Vranje in Serbien trägt die Località Medicine High School ihren Namen.

## Veröffentlichungen (Auswahl)
- 1923: The Hygiene Of Marriage.
- 1932: The sex technique in marriage. Emerson Books.
- 1928: With a Woman’s Unit in Serbia, Salonika and Sebastopol.
- 1940: Mental Disorders in Modern Life.
- 1960: autobiography, Memoirs of a Doctor in War and Peace.
- 1959: Woman’s prime of life.